# باستورانا
باستورانا (بالإيطالية: Pasturana)‏ هي بلدية في مقاطعة ألساندريا في إقليم بييمونتي في إيطاليا.

## السكان
في سنة 1861 بلغ عدد السكان 559 نسمة، وتطور العدد ليصل في سنة 2011 لـ 1٬256 نسمة.
يظهر هذا المخطط البياني تطور النمو السكاني لـ باستورانا